# محمود محب
محمود محب (زاده ۱۳۳۰ در ارومیه) عضو سابق تیم ملی والیبال مردان ایران است. وی کاپیتانی تیم ملی جوانان ایران و کاپیتانی تیم ملی «ب» ایران را در کارنامه خود دارد.
محب در سال ۱۳۳۰ در ارومیه به دنیا آمده است. در سن ۱۶ سالگی والیبال را به‌طور جدی آغاز نمود و پس از حضور در والیبال ارومیه در سال ۱۳۵۱ و در سن بیست و یک سالگی به عنوان سرعتی زن دفاع میانی به تیم ملی والیبال ایران دعوت شد. محمود محب در رده باشگاهی نیز سابقه عضویت در تیم‌های ذوب آهن اصفهان و همای تهران را دارد. اوج درخشش محمود محب در بازی‌های آسیایی ۱۹۷۴ ۱۳۵۳ تهران بود که به همراه یدالله کارگرپیشه و عزیز پرتوی مثلث ارومیه ای‌های تیم ملی والیبال مردان ایران را تشکیل می‌دادند. کسب مقام قهرمانی ایران و چندین دوره نائب قهرمانی کشور از افتخارات وی به همراه تیم ارومیه به‌شمار می‌رود. وی در سال ۱۳۵۷ از والیبال و تیم ملی خداحافظی کرد.
وی هم‌اکنون به عنوان مدیر خانه والیبال ارومیه و مسئول کمیته پیشکسوتان والیبال در هیئت والیبال ارومیه فعالیت دارد.